# Regio's van Italië
Italië is onderverdeeld in twintig regio's (Italiaans: regioni).

## De regionale organen
Elke regio heeft een parlement ("consiglio regionale", regionale raad), dat om de vijf jaar gekozen wordt. Dit parlement is bevoegd tot regionale wetgeving. Het regionale bestuur ("giunta regionale", regionaal bestuur) wordt door de president van de regio geleid. De president wordt rechtstreeks in algemene verkiezingen gekozen. Als hij terugtreedt moeten nieuwe verkiezingen uitgeroepen worden.

## De typologie van regio's
Er bestaan twee soorten van regio's: met normaal statuut en met speciaal statuut. Het statuut (niet met status te verwisselen) is de regionale grondwet.

### De regio's met normaal statuut
Vijftien regio's hebben een normaal statuut. Na een hervorming van de Italiaanse grondwet in 2001 hebben deze regio's meer gezag, maar ze hebben (nog) geen financiële autonomie. De regio's met normaal statuut bestaan sinds de jaren zeventig van de 20ste eeuw.

### De regio's met speciaal statuut
De vijf regio's met speciaal statuut hebben een grote autonomie, die door een speciale staatswet gewaarborgd wordt. Deze regio´s worden autonome regio´s genoemd. Tussen 60 en 100% van alle lasten komen die regio's toe.
De redenen voor de autonomie zijn verschillend: in het geval van de eilanden Sicilië en Sardinië de geografische isolatie en het separatisme; in het Aostadal de Franstalige, in Trentino-Zuid-Tirol de Duitstalige minderheid. De genoemde regio's werden in 1948 opgericht.
Friuli-Venezia Giulia werd in 1963 opgericht, de meerderheid van de bevolking spreekt Friulisch en in het oosten is er een Sloveense minderheid in Italië.
Na een hervorming in 1972 kregen in de regio Trentino-Zuid-Tirol de beide provincies Trentino (Italiaanstalig) en Zuid-Tirol (overwegend Duitstalig) de status van autonome provincie en namen de meeste bevoegdheden van de regio over.

## De regionale onderverdeling
De regio's zijn op hun beurt in provincies en gemeenten verdeeld (alleen het Aostadal heeft geen provincies). Op dit moment zijn er 109 provincies en meer dan 8100 gemeenten.

## De lijst van de 20 Italiaanse regio's

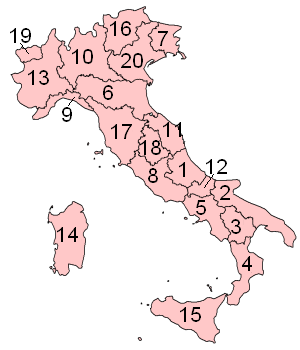
Regio's van Italië

| #  | Regio                 | Hoofdstad  | Opp. (km²) | Inw. (2023) |
| -- | --------------------- | ---------- | ---------- | ----------- |
| 1  | Abruzzen              | L'Aquila   | 10.793     | 1.268.439   |
| 2  | Apulië                | Bari       | 19.364     | 3.891.359   |
| 3  | Basilicata            | Potenza    | 9992       | 591.338     |
| 4  | Calabrië              | Catanzaro  | 15.083     | 1.836.276   |
| 5  | Campania              | Napels     | 13.592     | 5.580.567   |
| 6  | Emilia-Romagna        | Bologna    | 22.122     | 4.427.932   |
| 7  | Friuli-Venezia Giulia | Triëst     | 7712       | 1.191.671   |
| 8  | Lazio                 | Rome       | 17.210     | 5.702.937   |
| 9  | Ligurië               | Genua      | 5421       | 1.501.072   |
| 10 | Lombardije            | Milaan     | 23.861     | 9.957.337   |
| 11 | Marche                | Ancona     | 9695       | 1.478.833   |
| 12 | Molise                | Campobasso | 4438       | 289.229     |
| 13 | Piëmont               | Turijn     | 25.398     | 4.234.634   |
| 14 | Sardinië              | Cagliari   | 24.090     | 1.570.734   |
| 15 | Sicilië               | Palermo    | 25.701     | 4.790.298   |
| 16 | Trentino-Zuid-Tirol   | Trente     | 13.599     | 1.075.920   |
| 17 | Toscane               | Florence   | 22.990     | 3.647.610   |
| 18 | Umbrië                | Perugia    | 8454       | 852.313     |
| 19 | Aostadal              | Aosta      | 3266       | 122.723     |
| 20 | Veneto                | Venetië    | 18.390     | 4.834.550   |